# Rahamatulla Molla
Rahamatulla Molla (* 3. März 1987) ist ein ehemaliger indischer Leichtathlet, der sich auf den Sprint spezialisiert hat.

## Sportliche Laufbahn
Erste internationale Erfahrungen sammelte Rahamatulla Molla im Jahr 2004, als er bei den Juniorenweltmeisterschaften in Grosseto mit der indischen 4-mal-100-Meter-Staffel mit 41,34 s den Finaleinzug verpasste. Anschließend schied er bei den Commonwealth Youth Games in Bendigo über 100 und 200 Meter mit 10,92 s bzw. 22,05 s jeweils in der ersten Runde aus. 2010 gewann er bei den Commonwealth Games in Neu-Delhi mit neuem Landesrekord von 38,89 s die Bronzemedaille mit der Staffel hinter den Teams aus England und Jamaika. Daraufhin nahm er erstmals an den Asienspielen in Guangzhou teil und wurde dort mit der Staffel wegen eines Dopingverstoßes einer seiner Mitstreiter disqualifiziert. 2011 erreichte er bei den Asienmeisterschaften in Kōbe in 40,38 s Achter mit der Staffel und 2018 beendete er in Neu-Delhi seine aktive sportliche Karriere im Alter von 31 Jahren.

## Persönliche Bestleistungen
- 100 Meter: 10,44 s (+0,5 m/s), 16. Mai 2010 in Kochi
- 200 Meter: 22,05 s (+1,1 m/s), 3. Dezember 2004 in Bendigo